# 旅行家大厦

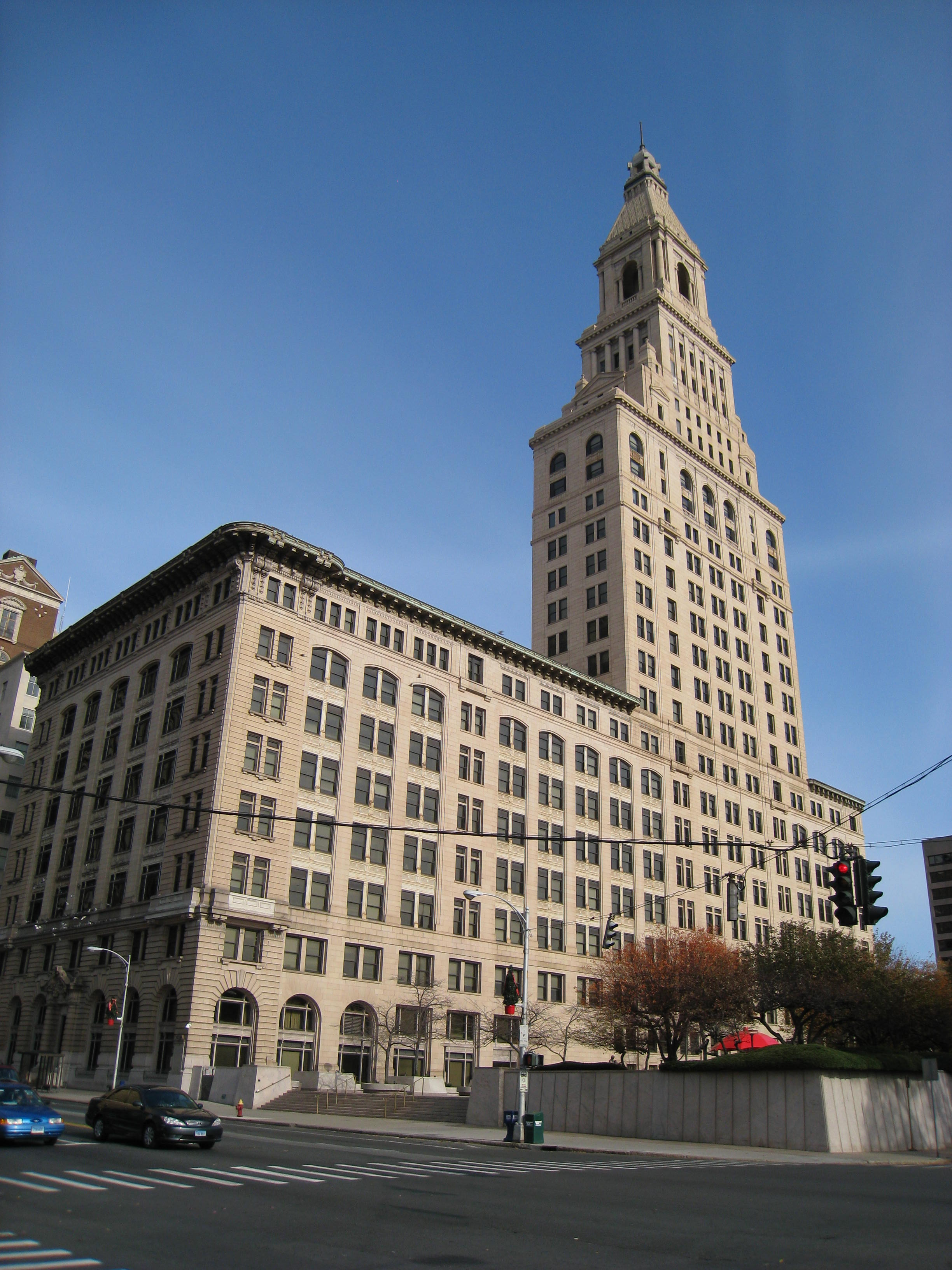
旅行家大厦

旅行家大厦（Travelers Tower）是位于康涅狄格州哈特福德市中心的一座摩天大楼，当它在1919年建成时，是世界第七高建筑物。目前是该市第二高建筑物。它高527英尺（160.63米），共24层。 
旅行家大厦是旅行家保险集团的第四总部。旅行家大厦的建筑师Donn Barber也设计了康涅狄格州立图书馆、最高法院大楼和哈特福德时代大厦。
旅行家大厦实际上是两座其他建筑物的扩展，开始于十楼，所以它有时被认为是有34层楼。在27楼，是一个开放的观景台。 建筑物顶部成为濒临灭绝的物种游隼的筑巢地点。